# Maksym Łuniow
Maksym Serhijowycz Łuniow, ukr. Максим Сергійович Луньов (ur. 22 maja 1998 w Nikopolu, w obwodzie dniepropetrowskim, Ukraina) – ukraiński piłkarz, grający na pozycji pomocnika.

## Kariera piłkarska

### Kariera klubowa
Wychowanek Szkoły Sportowej Nikopol-98, klubu Ełektrometałurh-NZF Nikopol oraz Akademii Piłkarskiej Dnipro Dniepropietrowsk, barwy których bronił w juniorskich mistrzostwach Ukrainy (DJuFL). Karierę piłkarską rozpoczął 11 marca 2015 w drużynie młodzieżowej Dnipra, a 24 lipca 2016 debiutował w Premier-lidze. 19 czerwca 2017 przeszedł do Zorii Ługańsk.

### Kariera reprezentacyjna
Występował w juniorskich reprezentacjach Ukrainy U-18 i U-19.